# Castillo de Yarmouth

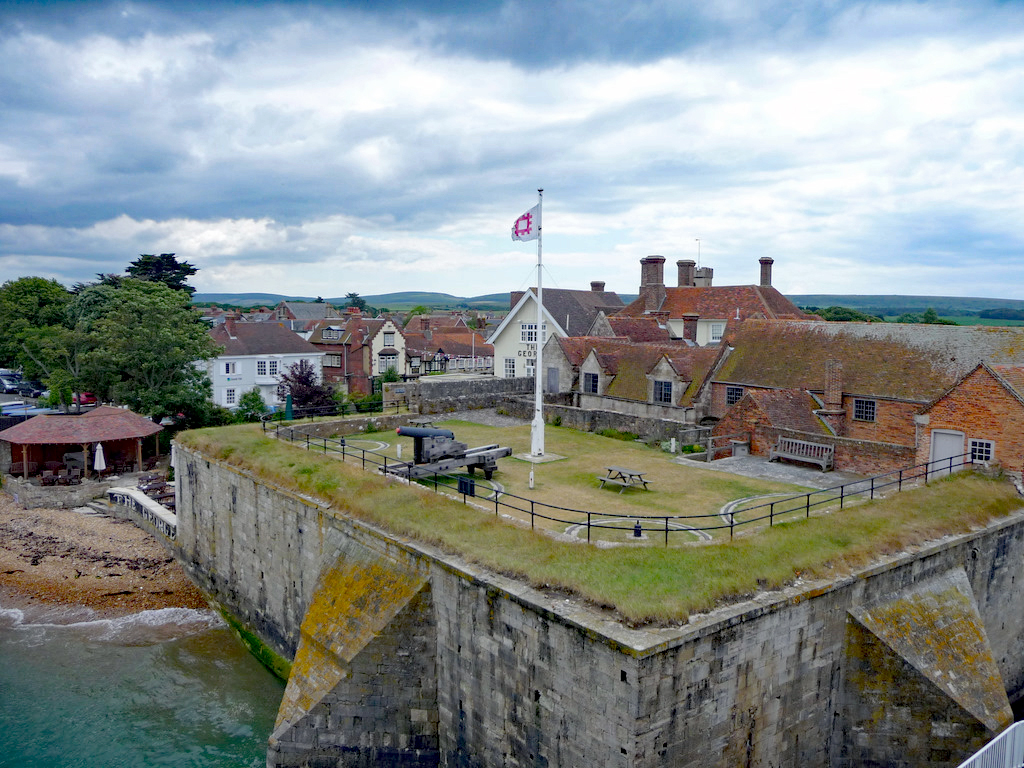
Vista desde el noroeste.

El Castillo de Yarmouth es un blocao construido por el rey Enrique VIII en 1547 para proteger Yarmouth en la isla de Wight del intento de ataque francés. El castillo estaba equipado con 15 armas de artillería y una guarnición de aproximadamente 20 hombres. Se caracterizaba además por tener un bastión con forma de "cabeza de flecha" al estilo italiano, diferente a los bastiones circulares que previamente se observaba en los fuertes defensivos construidos por el mismo Enrique VIII.
Durante el siglo XVI y XVII el castillo continuó siendo modificado. La mitad del castillo que daba hacia el mar se convirtió en una plataforma de disparo sólida, construyéndose además otras estructuras para los artilleros.